# Бозтал (Єрейментауський район)
Бозта́л (каз. Бозтал) — село у складі Єрейментауського району Акмолинської області Казахстану. Адміністративний центр та єдиний населений пункт Бозтальського сільського округу.
Населення — 608 осіб (2021; 810 у 2009, 898 у 1999, 1241 у 1989).
Національний склад станом на 1989 рік:
- казахи — 78 %.